# Jahnstadion (Neubrandenburg)
Das Friedrich-Ludwig-Jahn-Stadion (kurz: Jahnstadion) ist ein Stadion der Stadt Neubrandenburg in Mecklenburg-Vorpommern, das fast ausschließlich für Leichtathletik genutzt wird und den Namen des Initiators der deutschen Turn- und frühen Nationalbewegung Friedrich Ludwig Jahn trägt. Es ist das größte Stadion in Neubrandenburg. 
 Das Jahnstadion bildet mit dem Jahnsportforum, Neubrandenburgs größter Sporthalle, und dem Ligaplatz am Jahnstadion einen Sportkomplex, der viele Sportarten bündelt. Das Jahnstadion ist das Heimatstadion des SC Neubrandenburg, hier wird im Sommer trainiert, im Winter im Jahnsportforum.

## Benachbartes neu.sw Stadion

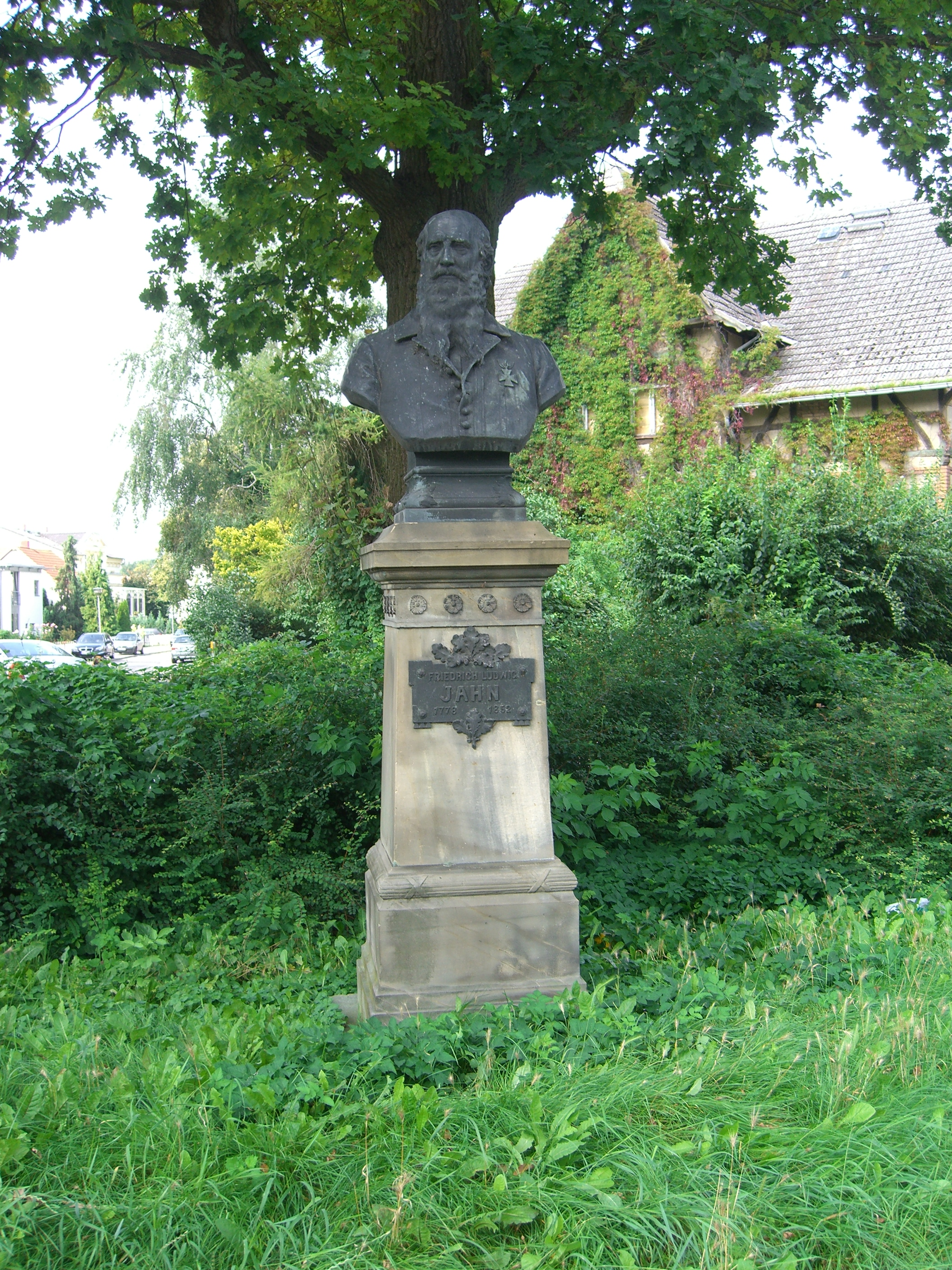
Jahn-Denkmal in Neubrandenburg

Das neu.sw Stadion am Jahnstadion befindet sich direkt neben dem Jahnstadion. Hier werden Fußballspiele ausgetragen. Die Trainingsmöglichkeiten befinden sich direkt dahinter. Es ist das Heimatstadion des 1. FC Neubrandenburg 04. Im Jahr 2019 wurden die Planungen für eine Sanierung ausgeschrieben. Seitdem können maximal 5000 Fans zuschauen. Neben 4480 Steh- gibt es 520 Sitzplätze, die jedoch nicht regengeschützt sind. Das neue Sozialgebäude weist neun Umkleidekabinen, Toiletten für Spieler und Besucher, einen Raum für den Stadionsprecher und einen 170 m² großen Veranstaltungsraum auf.